# Amilaga fenisecalis
Amilaga fenisecalis là một loài bướm đêm trong họ Noctuidae.